# Гренора (Северна Дакота)
Гренора (енгл. Grenora) град је у америчкој савезној држави Северна Дакота.

## Демографија
По попису из 2010. године број становника је 244, што је 42 (20,8%) становника више него 2000. године.
| Група             | 2000.       | 2010.       |
| Белци             | 198 (98,0%) | 227 (93,0%) |
| Афроамериканци    | 0 (0,0%)    | 1 (0,4%)    |
| Азијати           | 0 (0,0%)    | 0 (0,0%)    |
| Хиспаноамериканци | 0 (0,0%)    | 11 (4,5%)   |
| Укупно            | 202         | 244         |